# Necrópole de Carenque

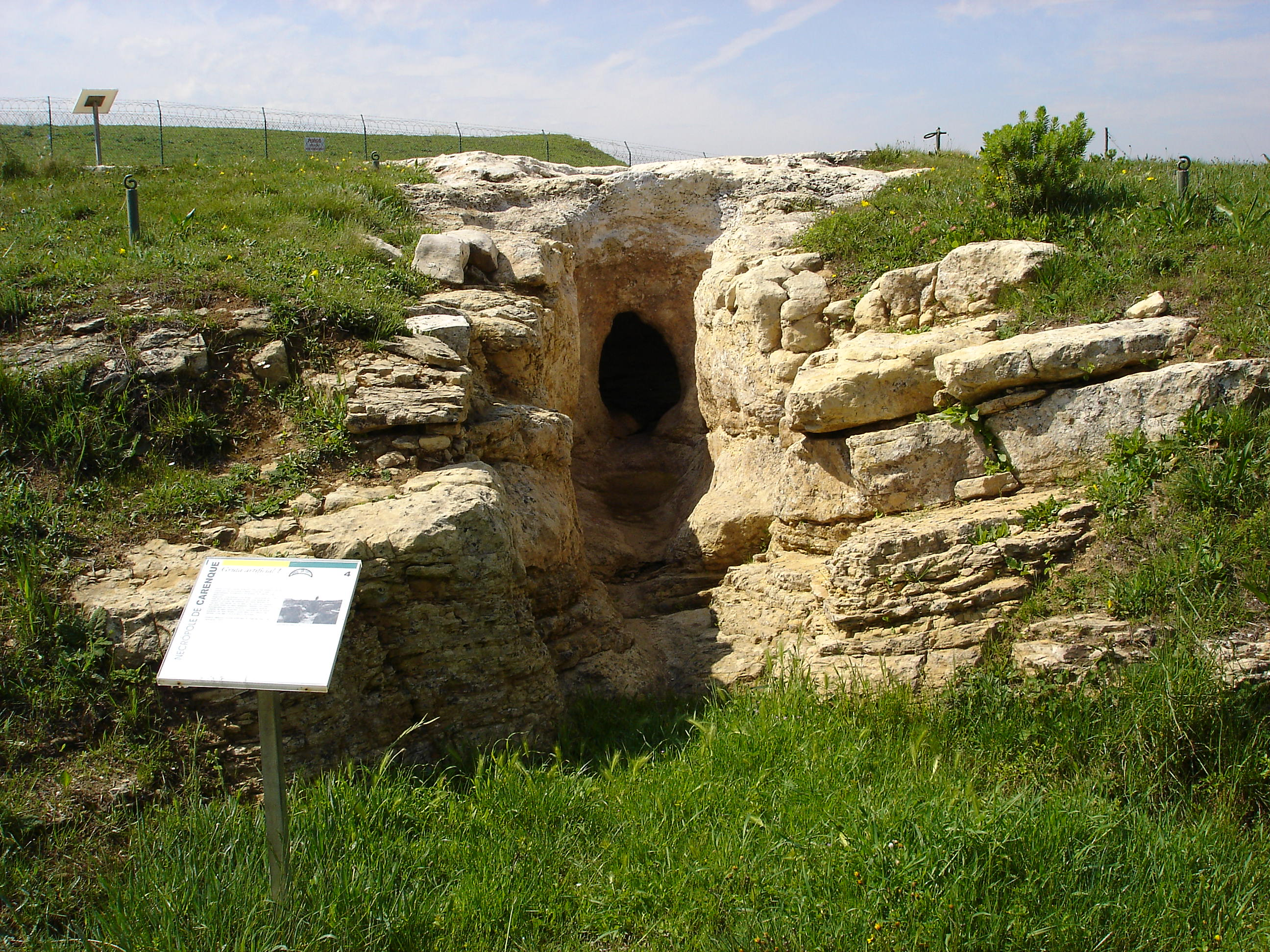
Necrópole de Carenque

A Necrópole de Carenque é um sítio arqueológico constituído por três sepulcros coletivos escavados nos afloramentos calcários do Tojal de Vila Chã, freguesia da Mina de Água, no município da Amadora, Portugal.
Estes sepulcros ou túmulos, genericamente designados como grutas artificiais por terem sido escavados na rocha (hipogeus), integram-se numa tradição cultural-funerária mediterrânica, numa fase tardia do megalitismo. A construção e as primeiras deposições de cadáveres remontam ao final do Neolítico (4.º milénio a.C.), encontrando-se igualmente registada a sua posterior utilização no Calcolítico.
Foram descobertas e escavadas por Manuel Heleno em 1932. 
Estão classificadas como Monumento Nacional (Decreto n.º 26235 de 20 de janeiro de 1936).
Possuem uma arquitetura caraterística, com acesso por um corredor que comunica com uma câmara funerária através de um pequeno portal de formas arredondadas. Tanto o corredor como esta claraboia estavam cobertos por lajes de calcário, fechando a estrutura ao exterior.
Dos mortos ali sepultados pouco se sabe. Não é certo que provenham todos de um mesmo povoado ou que tenham pertencido a alguma formação social específica com acesso exclusivo à necrópole. Dos rituais a que foram submetidos também se desconhece quase tudo, mas aceita-se, pelo que se sabe desta cultura, que nas deposições mais antigas os cadáveres possam ter sido acocorados de encontro às paredes, em posição fetal e rodeados das respetivas oferendas.
O espólio é constituído por algumas ossadas de indivíduos representativos dos tipos humanos que habitavam então o sul da Estremadura. Recolheram-se também cerâmicas, materiais líticos e metálicos, bem como materiais votivos, que acompanhavam os mortos no ritual funerário. Os mais frequentes são ídolos em calcário, que variam desde os cilindros lisos ou decorados às representações de utensílios como a enxó, tendo igualmente sido recolhidas placas de xisto e lúnulas (crescentes lunares) em calcário, ambas com orifícios para suspensão. Estes artefactos encontram-se em depósito no Museu Nacional de Arqueologia em Lisboa, integrando pontualmente exposições desenvolvidas por esta instituição.